# Valerio Lazzeri
Pour les articles homonymes, voir Lazzeri.
Valerio Lazzeri, né le 22 juillet 1963, a été l'évêque catholique du diocèse de Lugano, en Suisse, de novembre 2013 à 2022. Il a été professeur de théologie et a étudié les langues antiques.

## Biographie
Valerio Lazzeri est né le 22 juillet 1963 à Dongio dans le canton du Tessin en Suisse. Son père Alfredo était maçon et sa mère Zita (née Milani) était femme au foyer.

### Etudes et ministère sacerdotal
De 1982 à 1987, il étudie au séminaire diocésain San Carlo du diocèse de Lugano et à l'Université de Fribourg, obtenant la licence en théologie. Il poursuit ses études à Rome au Séminaire pontifical lombard (1987-1989) et à l'université pontificale grégorienne. (1987-1988).
Il est ordonné prêtre le 2 septembre 1989 pour le diocèse de Lugano. En 1991, il obtient son Doctorat en théologie spirituelle auprès de la Faculté pontificale de théologie Teresianum à Rome. Le titre de sa thèse est "Teologia mistica e teologia scolastica. L’esperienza spirituale come problema teologico in Giovanni Gerson” (Théologie mystique et théologie scolastique. L'expérience spirituelle comme problème théologique dans la pensée de Giovanni Gerson).
De retour en Suisse, il est nommé vice-recteur du Collège Papio d'Ascona (1991-1993). Puis, de 1993 à 1999, il travaille au Vatican en tant que préposé au secrétariat de la Congrégation pour l'éducation catholique de la Curie romaine.
En 1999, il devient enseignant de théologie spirituelle à la Faculté de Théologie de Lugano et vicaire épiscopal du diocèse de Lugano pour les religieuses. De 1999 à 2009, il est collaborateur paroissial à Locarno.
En 2009, il passe une année dans la Communauté monastique de Bose pour se consacrer à l'étude et à la recherche, parcourant un chemin d'approfondissement spirituel. De retour à Lugano, il reprend ses devoirs de vicaire épiscopal et d'enseignant auprès de la Faculté de Théologie. En 2010, il est nommé chanoine du chapitre de la Cathédrale de Saint-Laurent (Lugano). Il est en outre nommé directeur spirituel du séminaire diocésain San Carlo et assistant de l'Ordo Virginum.

### Ministère épiscopal
Il est nommé évêque le 4 novembre 2013 et reçoit l'ordination épiscopale le 7 décembre suivant des mains de Diego Causero, nonce apostolique en Suisse en l'église du Sacré-Cœur de Lugano (it), la cathédrale Saint-Laurent étant en rénovations.
Il choisit pour devise épiscopale « N'empêche pas la musique » extrait du Siracide en référence à la parole de Dieu, à propos de laquelle il déclare : « Pour ma part, je ne peux que promettre de servir cette musique de l'Évangile de Jésus-Christ, de ne pas déranger son harmonie ».
Le 30 novembre 2014, il publie sa première lettre pastorale intitulée "Passare attraverso il fuoco" (Passer à travers le feu), une réflexion à partir d'un passage du Livre de l'Exode (Ex 2,11-3,18).
Le 29 novembre 2015, il publie sa deuxième lettre pastorale intitulée "Se conoscessimo il dono di Dio!" (Si nous connaissions le don de Dieu!), inspirée par un passage du prophète Ézéchiel (Ez 47,1-12).
Sa démission est annoncée le 10 octobre 2022, pour cause de « fatigue intérieure ».
Le 7 octobre 2023, il est nommé membre du dicastère pour les Églises orientales.